# Geoffrey Elliott
Geoffrey Michael « Geoff » Elliott, né le 7 avril 1931 à Ilford et mort le 12 octobre 2014, est un athlète britannique spécialiste du saut à la perche. Il a aussi pratiqué à haut niveau le lancer du poids et le décathlon. Licencié au Woodford Green AC, il mesurait 1,79 m pour 80 kg.

## Biographie

### Palmarès
| Date | Compétition                                     | Lieu      | Résultat | Épreuve          | Performance |
| ---- | ----------------------------------------------- | --------- | -------- | ---------------- | ----------- |
| 1952 | Jeux olympiques d'été                           | Helsinki  | 9e       | Décathlon        | 6 044 pts   |
| 1954 | Jeux de l'Empire britannique et du Commonwealth | Vancouver | 1er      | Saut à la perche | 4,26 m      |
| 1954 | Jeux de l'Empire britannique et du Commonwealth | Vancouver | 8e       | Lancer du poids  | 13,75 m     |
| 1954 | Championnats d'Europe                           | Berne     | 3e       | Saut à la perche | 4,30 m      |
| 1958 | Jeux de l'Empire britannique et du Commonwealth | Cardiff   | 1er      | Saut à la perche | 4,16 m      |

### Records
| Épreuve          | Performance | Lieu     | Date |
| ---------------- | ----------- | -------- | ---- |
| Saut à la perche | 4,30 m      |          | 1954 |
| Décathlon        | 6 044 pts   | Helsinki | 1952 |